# Cengong
Cengong, tidigare stavat Chenkung, är ett härad i Qiandongnan, en autonom prefektur för miao och dong-folken i Guizhou-provinsen i sydvästra Kina.